# Oblast' della Transcaspia
L'oblast' della Transcaspia (in russo: Закаспийская Область, Zakaspiskaya Oblast), o semplicemente Transcaspia, era una regione dell'Impero russo (e, per un anno appena, della Repubblica Socialista Federativa Sovietica Russa) situata ad est del mar Caspio, delimitata a sud dalla provincia del Khorasan (Iran) e dall'Afghanistan, a nord dall'antica provincia russa di Uralsk e a nord-est dai protettorati russi di Khiva e Bukhara. Con una superficie di 467.250 km², la regione formava parte del Turkestan russo e corrispondeva grossomodo al territorio dell'attuale Turkmenistan.
Il nome della regione (letteralmente, «al di là del Caspio») si spiega con il fatto che fino alla costruzione della ferrovia Trans-Aral, all'inizio del XX secolo, il modo più facile per raggiungerla provenendo dalla Russia centrale (o dalla Transcaucasia russa) era attraversare il mar Caspio in barca, da Astrachan' o Baku.

## Storia
La Transcaspia venne conquistata dall'Impero russo tra il 1879 e il 1885, in una serie di campagne guidate dai generali Lomakin, Skobelev e Annenkov. La costruzione della ferrovia transcaspiana ebbe inizio dalle coste del mar Caspio nel 1879 con l'intento di assicurare il controllo russo sulla regione e di fornire una via militare rapida verso la frontiera afghana. Nel 1885 scoppiò una crisi a seguito dell'annessione russa dell'oasi di Pandjeh, a sud di Merv, che portò praticamente alla guerra con la Gran Bretagna, poiché si temeva che i russi avessero in programma di marciare contro Herat in Afghanistan.
Fino al 1898 la Transcaspia fece parte della gubernija del Caucaso, amministrata da Tbilisi, ma in quell'anno venne convertita in un'oblast' (provincia) del Turkestan russo governato da Tashkent. Il governatore militare più conosciuto della regione, che amministrava da Ashgabat, è stato probabilmente il generale Aleksej Kuropatkin, i cui metodi autoritari e lo stile personale di governo furono tali che, per i suoi successori, fu molto difficile controllare la provincia. Di conseguenza, l'amministrazione della Transcaspia divenne sinonimo di corruzione e brutalità nel Turkestan russo, in quanto gli amministratori russi trasformarono i propri distretti in piccole signorie, estorcendo denaro dalla popolazione locale. Questi abusi furono rivelati in modo approfondito dal rapporto Pahlen del 1908-1910. Durante il periodo rivoluzionario del 1917-1919, zone della Transcaspia furono occupate da truppe anglo-indiane di Mashhad. La regione fu uno degli ultimi centri di resistenza dei Basmachi contro il governo bolscevico: gli ultimi turkmeni ribelli attraversarono le frontiere di Afghanistan e Iran nel 1922-1923.

## Geografia antropica

### Suddivisioni amministrative
L'oblast' della Transcaspia era divisa in cinque uezdy:
1. Uezd di Ashgabat (76.220 km²), istituito nel 1882: 92.205 abitanti (di cui 19.426 ad Ashgabat);
2. Uezd di Krasnovodsk (96.660 km²), istituita nel 1882: 53.768 abitanti (di cui 6322 a Krasnovodsk);
3. Uezd di Mangyshlak (167.130 km²): 68.555 abitanti (di cui 895 a Fort Aleksandrovski'i');
4. Uezd di Merv, istituita nel 1884 (97.350 km²): 119.255 abitanti (di cui 8533 a Merv);
5. Uezd di Tejen, istituita nel 1884 (29.870 km²): 48.704 abitanti (di cui 1520 a Serakhs).

### Popolazione
I gruppi etnici erano ripartiti nel modo seguente:
| TOTALE    | 382.487 | 100%   |
| --------- | ------- | ------ |
| Turkmeni  | 248.651 | 65%    |
| Kazaki    | 74.225  | 19,4 % |
| Russi     | 27.942  | 7,3%   |
| Persofoni | 8015    | 2,1%   |